# Calamus didymocarpus
Calamus didymocarpus là loài thực vật có hoa thuộc họ Arecaceae. Loài này được Warb. ex Becc. mô tả khoa học đầu tiên năm 1908.